# Zygosaurus lucius
Lo zigosauro (Zygosaurus lucius) è un anfibio temnospondilo estinto, appartenente ai dissorofidi. Visse nel Permiano medio (circa 268 - 265 milioni di anni fa) e i suoi resti fossili sono stati ritrovati in Russia.

## Descrizione
Questo animale è noto principalmente per un cranio completo ma non perfettamente conservato, sufficiente comunque a ricostruire un animale molto simile al ben noto Cacops. Come quest'ultimo, Zygosaurus doveva possedere una grande testa dal muso piuttosto corto, un corpo robusto protetto da una corazza e zampe forti e corte. Zygosaurus era caratterizzato da grandi orbite arrotondate e da un grande foro pineale. Le incisure otiche erano ampie e abbastanza corte, al contrario di quelle di Cacops che invece erano più strette e profonde. Al di là di alcuni aspetti morfologici del cranio (la parte preorbitale era lunga quasi il doppio della parte postorbitale, e la regione più ampia del cranio si trovava all'incirca a metà della regione orbitale) si conosce poco di Zygosaurus. Il cranio era lungo circa 20 centimetri, e l'intero animale doveva superare il metro di lunghezza: era quindi uno dei più grandi dissorofidi noti, secondo solo a Kamacops.

## Classificazione
Zygosaurus lucius venne descritto per la prima volta nel 1848 da Eduard Eichwald, sulla base di un cranio ritrovato nell'Oblast di Orenburg, in terreni del Permiano medio. Attualmente l'olotipo è andato perduto, ma sono stati fatti vari calchi conservati in varie istituzioni. Eichwald riteneva che Zygosaurus fosse un rettile affine ai coccodrilli, e solo successivamente Zygosaurus è stato riconosciuto come un anfibio temnospondilo. In ogni caso, Zygosaurus è stato uno dei primi temnospondili a essere descritti ufficialmente, e il primo dissorofide descritto. Curiosamente, Zygosaurus fu anche uno degli ultimi dissorofidi noti.
Zygosaurus, nelle revisioni più recenti, è considerato un membro derivato del gruppo dei dissorofidi, affine a Kamacops. Questi due generi, insieme a Cacops, fanno parte dei Cacopinae, la sottofamiglia di dissorofidi più derivata (Schoch, 2012; Schoch e Milner, 2014).